# Vilhena (Rondônia)
Vilhena, amtlich Município de Vilhena, ist die fünftgrößte Stadt des brasilianischen Bundesstaates Rondônia mit über 95.000 Einwohnern (Stand: Zensus 2022).
Sie liegt auf der Verbindung zwischen Ji-Paraná im Nordwesten und Cuiabá im Südosten ca. 100 km nördlich der Grenze zu Bolivien.
Der Rio Iquê ist in Richtung Juína etwa 50 km nordöstlich in Mato Grosso ein nationales Schutzgebiet.